# District de Zhoucun
Le district de Zhoucun (周村区 ; pinyin : Zhōucūn Qū) est une subdivision administrative de la province du Shandong en Chine. Il est placé sous la juridiction de la ville-préfecture de Zibo.